# Irwinomyia
Irwinomyia is een vliegengeslacht uit de familie van de roofvliegen (Asilidae).

## Soorten
- I. argentea Londt, 1994
- I. aurea Londt, 1994